# Ленёвское водохранилище
Ленёвское водохранилище, также Ленёвский пруд — водохранилище на реке Тагил, в 332 км от устья. Расположено в Горноуральском городском округе Свердловской области России. Часть Тагильского каскада водохранилищ, наряду с Верхнетагильским, Нижнетагильским, Черноисточинским и Вогульским водохранилищами. Назначение водохранилища — многолетнее регулирование стока реки Тагил, пополнение Нижнетагильского водохранилища.

## География
Водохранилище вытянуто с юга на север. Береговые склоны пологие, покрыты камнем и галькой. На водоёме имеются острова, покрытые лесом: Березовый, Косаниный и Малый.
Верховьях водохранилища расположены между горами Выдерка на востоке и Юрьев Камень на западе. Последняя отделяет Ленёвское водохранилище от расположенного в 6 километрах Черноисточинского водохранилища, а по её склонам в Черноисточинское водохранилище стекают речки Свистуха, Лодочников, Ипатовка, Бурундуковка, Продольный поток, а в Ленёвское водохранилище — Осиновка и Каменка. В низовьях на западном берегу расположено Черноисточинское болото, отделённое дамбой. На восточном берегу в низовьях гора Ленёвка, у южного склона которой в водохранилище впадает Карасиха, а у северного, уже в реку Тагил за дамбой — Ленёвка. На восточном берегу водохранилища находится дом отдыха «Ленёвский», а приблизительно в двух километрах на северо-восток — посёлок Ленёвка. Берега водохранилища покрыты лесом, преимущественно сосновым.

## История
Создание нового водохранилища на реке Тагил, начали планировать ещё в конце 30-х годов XX века. В отчётных материалах по тагильскому промышленному узлу за июль 1939 года отмечалось: «В связи с дальнейшим развитием Тагильского района потребность в воде будет возрастать, плотину следует реконструировать, и возникает вопрос дополнительного зарегулирования реки Тагил, поэтому необходимо сейчас приступить к изыскательским работам по созданию нового водохранилища на реке Тагил». Однако строительство началось лишь в 1970-х. Проект разработал институт Союзводоканалпроект (ОАО Уральский водоканалпроект). Наполнение началось в 1978 году, а в январе 1979 года водохранилище принято в эксплуатацию.

## Морфометрия
Водохранилище образовано грунтовой насыпной плотиной длиной 2095 м, шириной по гребню 7,0 м, максимальной высотой 19,35 м. Крепление верхового откоса выложено железобетонными плитами, а низового — засеяно травами по растительному грунту. В состав гидроузла входит и вторая грунтовая плотина, длиной 540 метров, шириной по гребню 7, по подошве 40 метров, отделающая водохранилище от пониженного участка у болота. Глубина водоёма до 17 метров, средняя — 6 метров. Площадь зеркала водохранилища 23,0 км² при НПУ 215,7 м.
Площадь водосбора водохранилища разные источники указывают различную: 890 км² и 632 км². В водохранилище впадают реки Владимирка, Малая Выдерка, Большая Выдерка, Большая Каменка, Каменка, Карасиха, Осиновка и ручей Бешеный.
Ленёвское водохранилище включено в Перечень, устанавливающий индивидуальную разработку правил использования перечисленных в нём водохранилищ. Перечень утверждён «Распоряжением Правительства Российской Федерации от 14 февраля 2009 года № 197-р „Об утверждении перечня водохранилищ, в отношении которых разработка правил использования водохранилищ осуществляется для каждого водохранилища“».

## Характеристики воды
По химическому составу вода водохранилища относится к гидрокарбонатному классу, кальциевой группе, средней минерализации — 148‒248 мг/дм³. Водородный показатель рН 6,8‒7,2. Концентрации биогенных веществ (за исключением железа общего) невысокие и не превышают нормативов для рыбохозяйственных водоёмов.

## Флора и фауна
В составе фитопланктона ‒ 158 видов, разновидностей и форм водорослей. Основу видового разнообразия составляют диатомовые (37,3 %), доминирующие по биомассе, зелёные (30,4 %) и эвгленовые (13,3 %) водоросли. В составе зоопланктона 4 вида веслоногих, 11 видов ветвистоусых и 7 видов коловраток обычных пресноводных форм. Макрозообентос представлен 7 видами.
Ихтиофауна представлена характерными для Тагила частиковыми видами рыб: плотва, окунь, ёрш, щука, линь, елец, налим. Из вселенцев в водохранилище обитает только лещ. Водоём активно посещается рыболовами-любителями.

## Данные водного реестра
По данным государственного водного реестра России относится к Иртышскому бассейновому округу, водохозяйственный участок реки — Тагил от истока до г. Нижний Тагил без р. Черная, речной подбассейн реки — Тобол. Речной бассейн реки — Иртыш. Код объекта в государственном водном реестре — 14010501421499000000030.